# Cuántica de escala intermedia ruidosa
El término "Cuántica de escala intermedia ruidosa" (en inglés Noisy intermediate-scale quantum (NISQ)) se refiere a las tecnologías de computación cuántica e información y comunicación cuántica que no son lo suficientemente avanzadas para ser tolerantes a fallos ni lo suficientemente grandes como para beneficiarse de manera sostenible de la supremacía cuántica. El término fue acuñado por John Preskill en 2018 para describir el estado del arte de esta era en la fabricación de procesadores cuánticos.
El término "ruidoso" se refiere al hecho de que los procesadores cuánticos son muy sensibles al entorno y pueden perder su estado cuántico debido a la decoherencia cuántica. En la era NISQ, los procesadores cuánticos no son lo suficientemente sofisticados para implementar continuamente la corrección de errores cuánticos. El término "escala intermedia" se refiere al volumen cuántico relacionado con el número no tan grande de qubits y la fidelidad moderada de las compuertas cuánticas.

## Tecnologías
Estas computadoras cuánticas con 50-100 qubits pueden realizar tareas que superan las capacidades de las computadoras digitales clásicas actuales. Desafortunadamente con las mejores tecnologías utilizadas en trampas de iones y circuitos superconductores, estas computadoras tienen una tasa de error por encima del 0.1% para las operaciones lógicas cuánticas de dos qubits, lo que supone una limitación para múltiples operaciones. Por ello y mucho más, (tasa de error en la medida, tipo de implementación), se estima que estas tecnologías NISQ no posean corrección de errores cuánticos.

## Algoritmos
El término algoritmos NISQ se refiere a algoritmos diseñados para procesadores cuánticos en la era NISQ. Por ejemplo, el autosolucionador cuántico variacional (variational quantum eigensolver, VQE) o el algoritmo de optimización cuántica aproximada (quantum aproximate optimization algorithm, QAOA) son algoritmos híbridos que utilizan dispositivos NISQ pero reducen la carga de cálculo al implementar algunas partes del algoritmo en los procesadores clásicos habituales. Se ha demostrado que estos algoritmos recuperan resultados conocidos en química cuántica y se han sugerido algunas aplicaciones en física, ciencia de materiales, ciencia de datos, criptografía, biología y finanzas.
Por lo general, los algoritmos NISQ requieren técnicas de mitigación de errores para recuperar datos útiles.

## Más allá de la era NISQ
La creación de una computadora con decenas de miles de qubits y suficiente corrección de errores eventualmente terminaría con la era NISQ. Estos dispositivos más allá de NISQ podrían, por ejemplo, implementar el algoritmo de Shor, para números muy grandes y romper el cifrado RSA.